# Camisa
Camisa é uma peça de roupa da indumentária humana, masculina, feminina, infantil ou para bebês, usada para cobrir o tronco.

## História
A vestimenta preservada mais antiga do mundo, descoberta por Flinders Petrie, é uma camisa de linho "altamente sofisticada" de uma tumba egípcia da Primeira Dinastia em Tarkan, datada de c. 3000 a.C.: "os ombros e as mangas eram finamente plissados para proporcionar um caimento justo ao corpo, permitindo ao usuário espaço para se movimentar. A pequena franja formada durante a tecelagem ao longo de uma das bordas do tecido foi colocada pelo designer para decorar a abertura do pescoço e a costura lateral."
A camisa era uma peça de roupa que apenas os homens podiam usar como roupa íntima, até o século XX. Embora a chemise feminina fosse uma vestimenta intimamente relacionada à masculina, foi a vestimenta masculina que se tornou a camisa moderna. Na Idade Média, era uma vestimenta simples, sem tingimento, usada junto à pele e por baixo de vestimentas comuns. Em obras de arte medievais, a camisa só é visível (descoberta) em personagens humildes, como pastores, prisioneiros e penitentes. No século XVII, as camisas masculinas podiam ficar à mostra, com praticamente o mesmo significado erótico das roupas íntimas visíveis hoje. No século XVIII, em vez de cuecas, os homens "confiavam nas longas abas das camisas... para servir como ceroulas. O historiador de trajes do século XVIII Joseph Strutt acreditava que homens que não usavam camisas para dormir eram indecentes. Mesmo em 1879, uma camisa visível sem nada por cima era considerada imprópria.
A camisa às vezes tinha babados no pescoço ou nos punhos. No século XVI, as camisas masculinas frequentemente tinham bordados, e às vezes babados ou renda no pescoço e nos punhos, e durante o século XVIII, babados de pescoço longo, ou jabots, estavam na moda. As camisas coloridas começaram a aparecer no início do século XIX, como pode ser visto no Pinturas de George Caleb Bingham. Elas eram consideradas roupas casuais, apenas para trabalhadores de classe baixa, até o século XX. Para um cavalheiro, "usar uma camisa azul-celeste era impensável em 1860, mas tornou-se padrão em 1920 e, em 1980, constituía o evento mais comum".
Mulheres europeias e americanas começaram a usar camisas em 1860, quando a camisa Garibaldi, uma camisa vermelha usada pelos combatentes da liberdade sob o comando de Giuseppe Garibaldi, foi popularizada pela Imperatriz Eugénie da França. No final do século XIX, o Century Dictionary descreveu uma camisa comum como "de algodão, com busto de linho, punhos e punhos preparados para serem engomados, sendo a gola e os punhos geralmente separados e ajustáveis".
Em 1827, Hannah Montague, uma dona de casa no interior do estado de Nova York, inventa a gola removível.

## Imagens

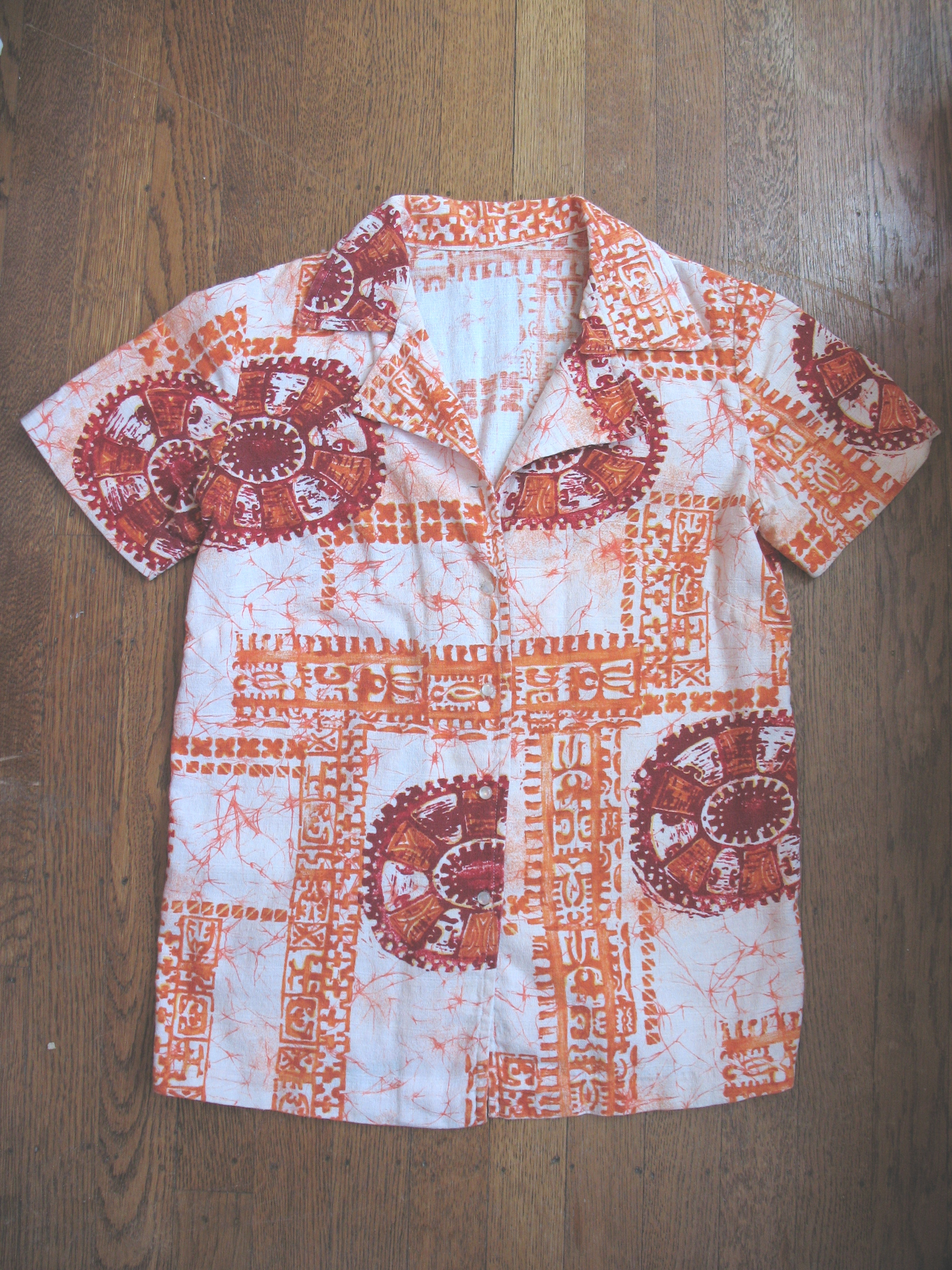
Camisa estampada
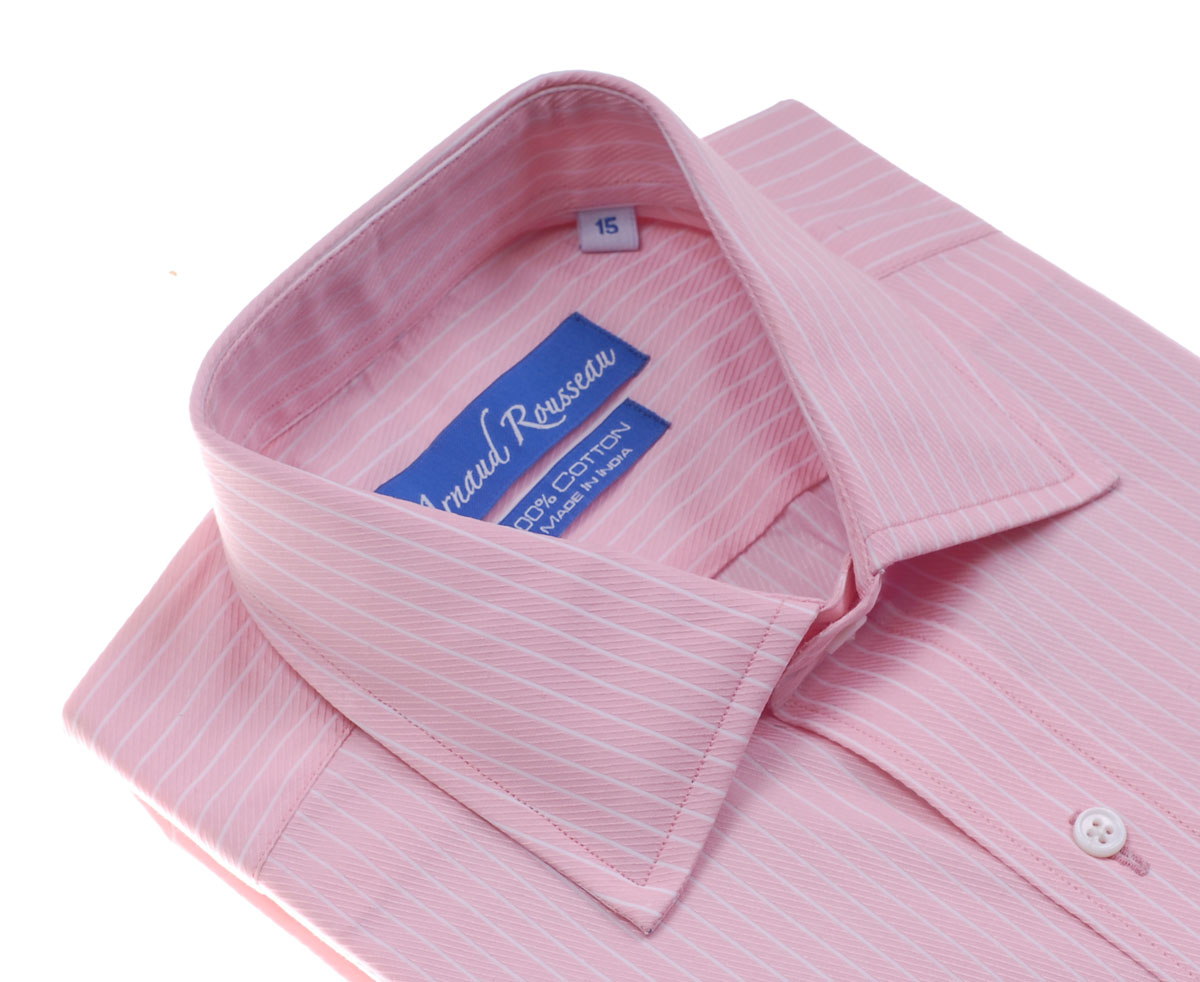
Camisa social